# Tarjei Vesaas
Tarjei Vesaas, né le 20 août 1897 à Vinje (comté du Telemark), et décédé le 15 mars 1970 à Oslo, est un écrivain norvégien de langue néo-norvégienne (nynorsk). Son œuvre, dominée par les thèmes existentiels du mal, de l'absurde, ainsi que par l'omniprésence de la nature, se caractérise par une forte dimension symbolique et onirique.

## Biographie
Ses parents possédaient la ferme de Vesås et Tarjei, l'aîné des trois fils, devait prendre la succession de son père sur l'exploitation familiale. Ils entretenaient l'intérêt de la lecture, souvent collective et à voix haute, lors des longues et sombres soirées d'hiver.
Tarjei entre par la suite dans la folkehøyskole de Voss, au cours des années 1917-1918, ce qui continue de développer chez lui son attrait pour la littérature (ce type d'enseignement très prisé en Scandinavie pourrait être présenté comme une université populaire, une école pour adultes).
À son retour dans sa région natale, après son service militaire en 1919 dans la capitale où il découvre avec plaisir le théâtre, il se met à écrire de petits articles et poésies pour les journaux locaux. Il compose alors durant son temps libre un premier roman « épais et tragique », qui sera refusé par le plus grand éditeur en nynorsk. Cela l'affecte - il brûlera le manuscrit - mais, peu de temps après, il remporte le premier prix d'un concours de poésie, et on lui souhaite plus de chance pour le second roman, ce qui le pousse à continuer d'écrire. Le second manuscrit, également refusé, est un recueil de poésies en prose, et c'est à partir du quatrième essai, Menneskebonn, qu'il est édité, en automne 1923. Le roman qui suit lui donne accès à des bourses d'État pour voyager et travailler.
Vesaas traverse alors l'Europe en 1925, puis il voyage de nouveau en 1927, grâce à ces bourses. Il est ainsi continuellement dans les plus grandes villes d'Europe jusqu'à son mariage avec Halldis Moren (1907-1995) en 1934, date à laquelle il s'installe aussi à Midtbø, ferme construite par son grand-père maternel, tout près de la ferme de ses parents.
Tarjei Vesaas et Halldis Moren ont eu deux enfants, Guri et Olav. Leur vie se déroule sans heurts particuliers.
Vesaas reçoit le prix de Venise de 1953 pour le recueil de nouvelles Le Vent du Nord (Vinante, littéralement Les Vents), le prix Dobloug en 1957, et, en 1964, le prix du conseil nordique pour Le Palais de glace (Is-slottet, 1963), roman qui demeure, en France, son titre le plus connu.
Élu vice-président de Den norske Forfatterforening (Association norvégienne des écrivains) de 1963 à 1966, Vasaas a l'honneur, en 1964, d'instituer le prix « Tarjei Vesaas » des débutants, pour venir en aide aux jeunes écrivains. Il participe aussi à des allocutions et des rencontres dans des établissements scolaires, comme Nansens Skolen par exemple.
Il est sensible à cette mission de transmission, lui qui a toujours admis qu'il devait beaucoup aux grands écrivains. Il a ainsi envoyé son premier roman à ses écrivains favoris qui l'ont indéniablement inspiré : Hans Kinck, Knut Hamsun, et même la Suédoise Selma Lagerlöf et l'Anglais Rudyard Kipling, chantre de la jeunesse. Ces auteurs, ainsi que les poètes Rabindranath Tagore, Edith Södergran, Olav Aukrust, Olaf Bull, l'écrivain de sa contrée natale Aasmund Olavsson Vinje (1818 - 1870), les dramaturges scandinaves renommés, comme le Norvégien Henrik Ibsen et le Suédois August Strindberg, sans oublier le Russe Fiodor Dostoïevski ou l'un les grands auteurs du moment, le Sicilien Luigi Pirandello, sont souvent cités dans les lectures de jeunesse de Vesaas.

## Périodisation de son œuvre
On peut dégager quatre principales périodes dans l'œuvre de Vesaas.
La première est la période romantique, marquée par ses premières influences. Elle s'étend globalement de 1923 à 1927, avec les romans Menneskebonn (1923), Sendeman Huskuld (1924), Guds Bustader, Grindegard, Grindekveld.
La seconde, après ses différentes bourses qui lui permettent de faire des voyages à travers l'Europe, est une période que l'on pourrait qualifier de naturaliste, ou réaliste, sans forcément tomber dans les restrictions mécanistes de ce genre littéraire. La période irait de 1927 à 1940. Elle débute par le roman Les Chevaux noirs (1928), dont la partie finale peut apparaître comme un superbe hommage à Hans Kinck disparu, puis il y a le cycle de Dyregodt (4 volumes, entre 1930 et 1938), le roman L'Arbre de santal (Sandeltreet, 1933), déjà un peu symboliste, et le diptyque de Per Bufast, entamé par Le Grand Jeu (Det store Spelet) en 1934, année de son installation à la ferme de Midtbø. Il signe également quelques pièces de théâtre et recueils de nouvelles.
La troisième période est liée à la Deuxième Guerre mondiale. Le roman Le Germe (Kimen) en marque le début d'une certaine forme de nouveau symbolisme, peut-être pour ne pas être mis à l'index par l'occupant allemand, en dénonçant la violence. Cette troisième période, qui va de 1940 à 1945, est surtout importante pour la parution de deux romans écrits durant la guerre : Le Germe (Kimen, 1940) et La Maison dans les ténèbres (Huset i Mørkret, 1945)
Enfin, la dernière période se distingue par le développement d'un symbolisme particulier, pour évoluer vers le style de maturité de l'auteur, avec des ouvrages comme Les Oiseaux (Fuglane, 1957), L'Incendie (Brannen, 1961), Le Palais de glace (Is-Slottet, 1963), Les Ponts (Bruene, 1966), La Barque, le soir (Båten om Kvelden, 1968).

## Œuvres
- Menneskebonn (1923)
- Sendeman Huskuld (1924)
- Guds Bustader (1925)
- Grindegard (1925)
- Grindekveld (1926)
- Dei svarte Hestane (1928) Publié en français sous le titre Les Chevaux noirs, traduit par Jacqueline Le Bras, Arles, Actes Sud, coll. « Lettres scandinaves », 1995
- Klokka I Haugen (1929)
- Fars Reise (1930)
- Sigrid Stallbrok (1931)
- Dei Ukjende Mennene (1932)
- Sandeltreet (1933) Publié en français sous le titre L’Arbre de santal, traduit par Marc de Gouvenain et Lena Grumbach, Arles, Actes Sud, coll. « Lettres scandinaves », 1994
- Ultimatum (1934) Publié en français sous le titre Ultimatum suivi de Pluie dans les cheveux, traduction de Marina Heide, Guri Vesaas et Olivier Gallon, Paris, Éditions La Barque, 2017
- Det Store Spelet (1934)
- Kvinner Ropar Heim (1935)
- Leiret Og Hulet (1936)
- Hjarta Høyrer Sine Heimlandstonar (1938)
- Kimen (1940) Publié en français sous le titre Le Germe, traduit par Jean-François Battail, Paris, Flammarion, 1992 ; réédition, Paris, LGF, coll. « Le Livre de Poche. Biblio » no 3202, 1993
- Huset i Mørkret (1945) Publié en français sous le titre La Maison dans les ténèbres, traduit par Élisabeth et Éric Eydoux, Paris, Flammarion, 1992
- Bleikeplassen (1946) Publié en français sous le titre La Blanchisserie, traduit par Élisabeth et Éric Eydoux, Paris, Flammarion, 2001
- Kjeldene (1946)
- Leiken Og Lynet (1947)
- Morgonvinden (1947)
- Tårnet (1948)
- Lykka For Ferdesmenn (1949)
- Signalet (1950)
- Vindane (1952) Publié en français sous le titre Le Vent du Nord, traduit par Marthe Metzger, Paris, La Table Ronde, coll. « Le Damier », 1954 ; réédition, Paris, La Table Ronde coll. « Le Petit Vermillon » no 17, 1993
- Løynde Eldars Land (1953)
- Vårnatt (1954) Publié en français sous le titre Nuit de printemps, traduit par Jean-Baptiste Coursaud, Paris, Éditions Cambourakis, 2015 ; réédition, Arles, Actes Sud, coll. « Babel » no 1456, 2017
- Ver ny, vår draum (1956)
- Fuglane (1957) Publié en français sous le titre Les Oiseaux, traduit par Régis Boyer, Paris, Oswald, coll. « L'Exemplaire », 1975 ; réédition, Paris, LGF, coll. « Le Livre de Poche » no 4923, 1977 ; réédition, Bassac, Plein Chant, coll. « L'Atelier furtif », 1987 ; sous le même titre, nouvelle traduction par Marina Heide, Paris, Éditions Cambourakis, coll. « Litteratur », 2022
- Ein Vakker Dag (1959) Choix de nouvelles de ce recueil publié en français sous le titre Une belle journée, traduit par Élisabeth et Éric Eydoux, Nantes, Le Passeur-Cecofop, 1997
- Brannen (1961) Publié en français sous le titre L’Incendie, traduit par Régis Boyer, Paris, Flammarion, coll. « Lettres étrangères », 1979 ; réédition, Paris, La Barque-L'Œil d'or , coll. « Fictions & Fantaisies », 2012
- Is-Slottet (1963) Publié en français sous le titre Palais de glace, traduit par Christine Eydoux, Paris, Flammarion, coll. « Connections », 1974 ; réédition, Paris, LGF, coll. « Le Livre de Poche » no 4922, 1977 ; réédition, Paris, coll. « Garnier-Flammarion » no 423, 1985 ; réédition sous le titre Le Palais de glace, nouvelle traduction de Jean-Baptiste Coursaud, Paris, Éditions Cambourakis, 2014 ; réédition, Arles, Actes Sud, coll. « Babel » no 1367, 2016
- Bruene (1966) Publié en français sous le titre Les Ponts, traduit par Élisabeth et Christine Eydoux, Paris, Gallimard, coll. « Du monde entier », 1971 ; réédition, Paris, Autrement, coll. « Littératures », 2003 ; sous le même titre, nouvelle traduction par Jean-Baptiste Coursaud, Éditions Cambourakis, coll. « Litteratur », 2021 ; réédition, Arles, Actes Sud, coll. « Babel » no 1836, 2022
- Båten om Kvelden (1968) Publié en français sous le titre La Barque, le soir, traduit par Régis Boyer, Paris, José Corti, 2002
- Dikt i Samling (1969)
- Liv Ved Straumen (1970) Recueil de poésie publié en français sous le titre Vie auprès du courant, traduction de Céline Romand-Monnier (avec la complicité de Guri Vesaas et Olivier Gallon), Paris, Éditions La Barque, 2016
- Huset Og Fuglen (1971)
- Noveller i Samling (1973)
- Det Rare (1975)

### Traductions françaises
- Être dans ce qui s'en va, édition bilingue, traduction du néo-norvégien d'Eva Sauvegrain et Pierre Grouix, Rafael de Surtis-Editinter, 2006
- Lisières de givre, traduction du néo-norvégien par Éva Sauvegrain et Pierre Grouix, Montpellier, Éditions Grèges, 2007

### Ouvrages et études en français sur Tarjei Vesaas
- Evensen, Per Arne. Les symboles dans l’œuvre de Tarjei Vesaas, Thèse de doctorat, Univ. Paris IV - Sorbonne, 1998
- Plein Chant - 25-26 - Tarjei Vesaas, Cahier dirigé par Régis Boyer, 1985
- Vidar Holm, Helge. La terre : esclavage et liberté : Étude sur Knut Hamsun et Tarjei Vesaas à travers les romans Markens grøde et Det store spelet. (Article tiré du livre Les valeurs de la terre dans la littérature scandinave)
- Eydoux Éric, Histoire de la littérature norvégienne, Caen, Presses Universitaires de Caen, 2007, 526 pages.